# Duke Worne
Duke Worne (14 de dezembro de 1888 – 13 de outubro de 1933) foi um  cineasta e ator de cinema estadunidense, que atuou na era do cinema mudo. Dirigiu em torno de 74 filmes entre 1919 e 1931, e atuou em 27 filmes entre 1914 e 1928. 

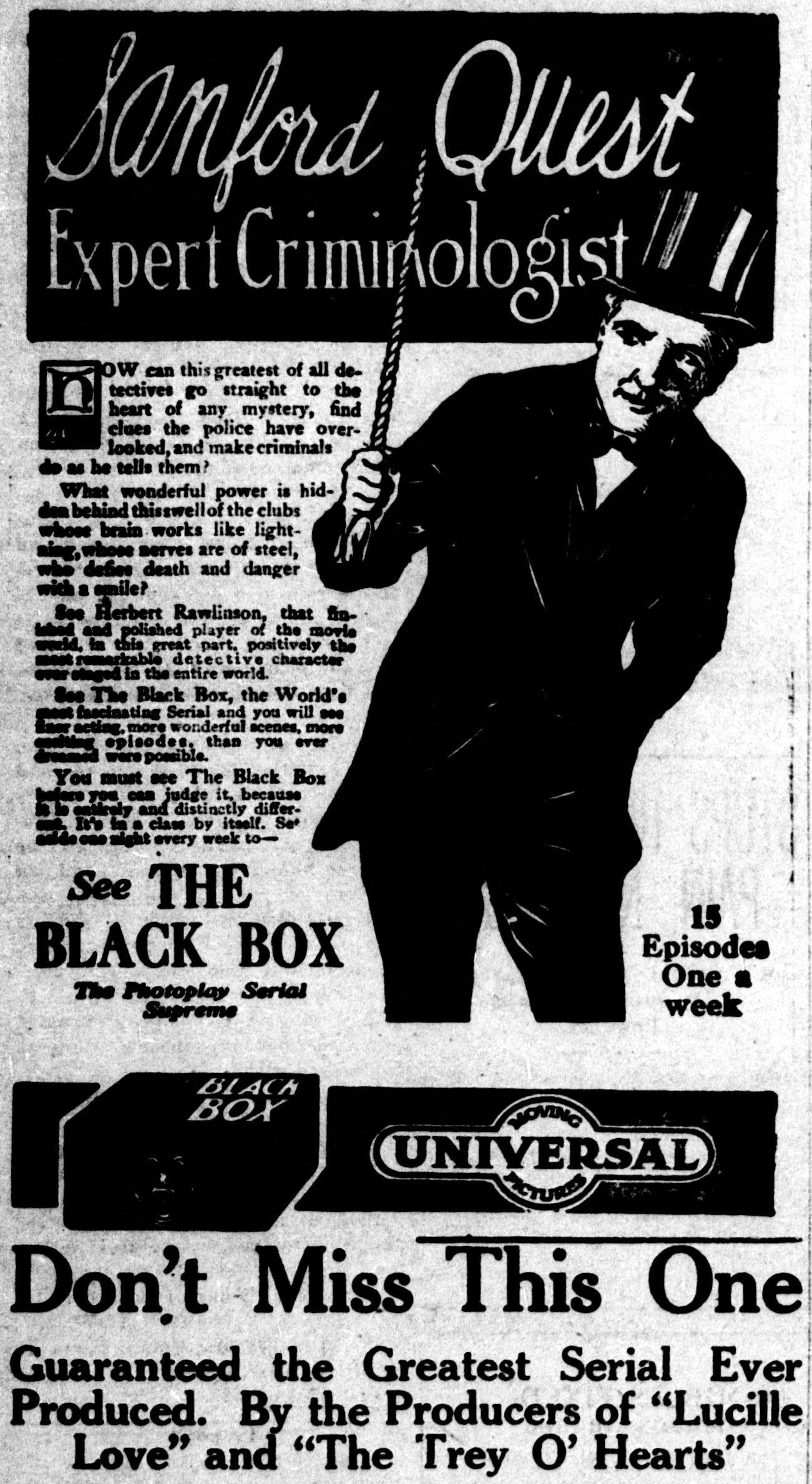
Cartaz promocional do seriado The Black Box, em que Duke Worne atuou, em 1915.

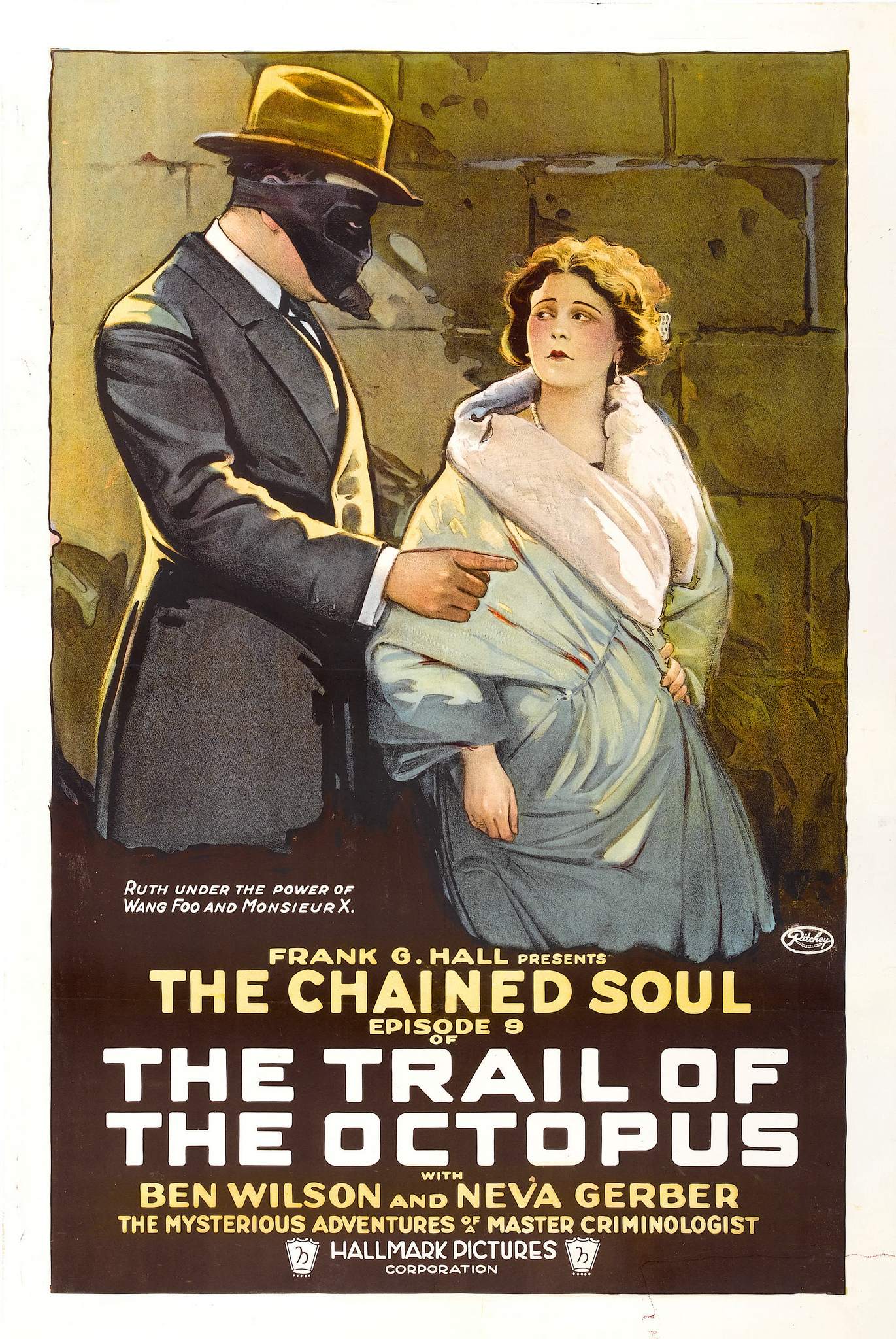
Cartaz do seriado The Trail of the Octopus, a primeira direção de Worne.

## Biografia
Worne nasceu na Filadélfia, Pensilvânia. Ao iniciar na área cinematográfica, atuou nos primeiros filmes em 1914, estreando no curta-metragem The Barnstormers,  lançado pela Powers Picture Plays em 14 de agosto de 1914.
Atuou nos primeiros filmes dirigidos por John Ford, tais como The Tornado, a estreia de Ford na direção, The Trail of Hate e The Scrapper, todos em 1917. Atuou principalmente em seriados para a Universal Pictures e a Arrow Film Corporation, e posterioremente passou a dirigi-los. Em 1919, dirigiu seu primeiro filme, o seriado The Trail of the Octopus, para a Hallmark Pictures Corporation.
Também foi produtor cinematográfico, através de sua própria empresa, a Duke Worne Productions, além de produzir pela Rayart Pictures Corporation o seriado Scotty of the Scouts, em 1926, e pela Beacon Productions o seriado The Flame Fighter, em 1925.
Sua última atuação foi no seriado The Chinatown Mystery, pela Trem Carr Pictures, em 1928, e a última direção foi em The Last Ride, em 1931.
Worne faleceu aos 44 anos em Los Angeles, Califórnia, e está sepultado no Hollywood Forever Cemetery.

## Duke Worne Productions
Worne teve a sua própria produtora cinematográfica, a Duke Worne Productions, que produziu 16 filmes entre 1926 e 1928.

## Casamento
Worne foi casado com a atriz Virginia Brown Faire (1904 - 1980), que anteriormente fora casada com Jack Dougherty.

## Filmografia parcial
- The Black Box (1915) (atuação)
- Just Jim (1915) (atuação)
- The Tornado (1917) (atuação)
- The Trail of Hate (1917) (atuação)
- The Scrapper (1917) (atuação)
- The Mystery Ship (1917) (atuação)
- The Craving (1918) (atuação)
- The Trail of the Octopus (1919) (direção)
- The Screaming Shadow (1920) (direção)
- The Branded Four (1920) (direção)
- The Mysterious Pearl (1921) (atuação)
- The Blue Fox (1921) (direção)
- Nan of the North (1922) (direção)
- The Eagle's Talons (1923) (direção)
- Secret Service Sanders (1925) (direção)
- The Flame Fighter (1925) (produção)
- Trooper 77 (1926) (direção e atuação)
- Scotty of the Scouts (1926) (direção e produção)
- Fighting For Fame (1927) (direção)
- The Chinatown Mystery (1928) (atuação)
- The Devil's Chaplain (1929) (direção)
- Anne Against the World (1929) (direção)